# Ольховський Андрій Станіславович
Андрій Станіславович Ольховський (15 квітня 1966, Москва, СРСР) — радянський і російський тенісист. Став професіоналом в 1989 році. Найвищу одиночну позицію світового рейтингу — 49 місце досяг 14 червня 1993, парну — 6 місце — 31 липня 1995 року. Здобув 2 одиночні та 20 парних титулів. Завершив виступи в 2005 році (в одиночному розряді - в 1998 році). Найуспішніший парний російський тенісист після Євгена Кафельникова.

## Біографія
Ольховський - перший росіянин, який грав у фіналі турніру Великого шолома (Ролан Гаррос -1992 в чоловічому парному розряді) і перший росіянин, який переміг на турнірі Великого шолома (Ролан Гаррос-1994 року в змішаному парному розряді разом з росіянкою Євгенією Манюковою). Крім того, він перший росіянин, який переміг на Відкритому чемпіонаті Австралії (в 1994 році в змішаному парному розряді) і перший росіянин, який грав у фіналі Вімблдонського турніру (у 1997 році в змішаному парному розряді).
Тренери - В. Ф. Васильєв , В. М. Янчук , К. П. Пугаєв .
У третьому колі Вімблдону 1992 року, перемігши Джима Кур'є з рахунком 6-4 4-6 6-4 6-4, встановив рекорд для турнірів Великого шолома, як найнижчий в рейтингу тенісист, який переміг першу ракетку світу: Ольховський на той момент займав 193-е місце в світовому рейтингу. 

## Досягнення
На турнірах Великого Шолома Андрій 5 разів грав у фіналах парного розряду і міксту в 1992-1997 роках і виграв два титули:
- Переможець Ролан Гаррос 1993 в міксті (з Євгенією Манюковою )
- Переможець Australian Open 1994 року в міксті (з Ларисою Савченко-Нейланд )
- Фіналіст Ролан Гаррос 1992 року в парному розряді (з Девідом Адамсом)
- Фіналіст Ролан Гаррос 1994 року в міксті (з Ларисою Савченко-Нейланд)
- Фіналіст Вімблдону 1997 в міксті (з Ларисою Савченко-Нейланд)

Дворазовий фіналіст Кубка Девіса (1994 і 1995) у складі збірної Росії.
В одиночному розряді виграв 2 турніру ATP і ще двічі грав у фіналі.
У парному розряді виграв 20 турнірів (у тому числі 1 турнір серії Мастерс).
Учасник літніх Олімпійських ігор 1988 і 1996 років.

## Фінали турнірів АТП

### Одиночний розряд (2–2)
| Результат | W/L | Дата     | Турнір                 | Покриття  | Суперник              | Рахунок                  |
| --------- | --- | -------- | ---------------------- | --------- | --------------------- | ------------------------ |
| Перемога  | 1–0 | Бер 1993 | Копенгаген, Данія      | Килим (i) | Ніклас Культі         | 7–5, 3–6, 6–2            |
| Поразка   | 1–1 | Вер 1994 | Куала-Лумпур, Малайзія | Килим (i) | Якко Елтінг           | 6–7(1–7), 6–2, 4–6       |
| Поразка   | 1–2 | Бер 1995 | Копенгаген, Данія      | Килим (i) | Мартін Сіннер         | 7–6(7–3), 6–7(8–10), 3–6 |
| Перемога  | 2–2 | Січ 1996 | Шанхай, КНР            | Килим (i) | Марк Ноулз (тенісист) | 7–6(7–5), 6–2            |

### Парний розряд: 40 (20–20)
| Легенда                  |
| Великий шлем (0–1)       |
| Серія Мастерс ATP (1–1)  |
| Серія турнірів ATP (1–1) |
| Тур ATP (18–17)          |

| Фінали за покриттям |
| Тверде (5–5)        |
| Ґрунт (5–5)         |
| Трава (0–3)         |
| Килим (10–7)        |

| Результат | Ранг | Дата     | Турнір                                           | Покриття   | Партнер           | Суперники                           | Рахунок                 |
| --------- | ---- | -------- | ------------------------------------------------ | ---------- | ----------------- | ----------------------------------- | ----------------------- |
| Поразка   | 1.   | Тра 1990 | Відкритий чемпіонат Хорватії з тенісу, Югославія | Ґрунт      | Андрій Черкасов   | Войтех Флегль Даніель Вацек         | 4–6, 4–6                |
| Поразка   | 2.   | Бер 1991 | Копенгаген, Данія                                | Килим      | Мансур Бахрамі    | Тодд Вудбрідж Марк Вудфорд          | 3–6, 1–6                |
| Поразка   | 3.   | Кві 1992 | Тампа, США                                       | Ґрунт      | Луїс Маттар       | Майк Бріггс Тревор Кронеманн        | 6–7, 7–6, 4–6           |
| Поразка   | 4.   | Чер 1992 | Відкритий чемпіонат Франції з тенісу, Париж      | Ґрунт      | Девід Адамс       | Якоб Гласек Марк Россе              | 6–7, 7–6, 5–7           |
| Поразка   | 5.   | 1992     | Москва, Росія                                    | Килим (i)  | Девід Адамс       | Маріус Барнард Джон-Лаффньє де Ягер | 4–6, 6–3, 6–7           |
| Поразка   | 6.   | Бер 1993 | Роттердам, Нідерланди                            | Килим (i)  | Девід Адамс       | Генрік Гольм Андерс Яррід           | 4–6, 6–7                |
| Перемога  | 1.   | Бер 1993 | Копенгаген, Данія                                | Килим (i)  | Девід Адамс       | Мартін Дамм Даніель Вацек           | 6–3, 3–6, 6–3           |
| Перемога  | 2.   | Кві 1993 | Estoril Open, Португалія                         | Ґрунт      | Девід Адамс       | Менно Остінг Удо Ріглевскі          | 6–3, 7–5                |
| Поразка   | 7.   | Чер 1993 | Rosmalen Grass Court Championships, Нідерланди   | Трава      | Девід Адамс       | Патрік Макінрой Джонатан Старк      | 6–7, 6–1, 4–6           |
| Перемога  | 3.   | Сер 1993 | Скенектаді, США                                  | Тверде     | Бернд Карбахер    | Байрон Блек Бретт Стівен            | 2–6, 7–6, 6–1           |
| Поразка   | 8.   | Вер 1993 | Бордо, Франція                                   | Тверде (i) | Девід Адамс       | Пабло Альбано Хав'єр Франа          | 6–7, 6–4, 3–6           |
| Поразка   | 9.   | Жов 1993 | Больцано, Італія                                 | Тверде     | Девід Адамс       | Гендрік Ян Давідс Піт Норвал        | 3–6, 2–6                |
| Перемога  | 4.   | Лют 1994 | Штуттґард, Німеччина                             | Килим (i)  | Девід Адамс       | Грант Коннелл Патрік Гелбрайт       | 6–7, 6–4, 7–6           |
| Поразка   | 10.  | Кві 1994 | Осака, Японія                                    | Тверде     | Девід Адамс       | Мартін Дамм Сендон Столл            | 4–6, 4–6                |
| Поразка   | 11.  | Сер 1994 | Гілверсум, Нідерланди                            | Ґрунт      | Девід Адамс       | Даніель Оршанік Ян Сімерінк         | 4–6, 2–6                |
| Перемога  | 5.   | Сер 1994 | Кіцбюель, Австрія                                | Ґрунт      | Девід Адамс       | Серхіо Касаль Еміліо Санчес Вікаріо | 6–7, 6–3, 7–5           |
| Поразка   | 12.  | Жов 1994 | Пекін, КНР                                       | Килим (i)  | Девід Адамс       | Томмі Го Кент Кіннієр               | 6–7, 3–6                |
| Поразка   | 13.  | 1994     | Москва, Росія                                    | Килим (i)  | Девід Адамс       | Якко Елтінг Паул Гаргейс            | w/o                     |
| Поразка   | 14.  | Січ 1995 | Qatar ExxonMobil Open, Катар                     | Тверде     | Ян Сімерінк       | Стефан Едберг Магнус Ларссон        | 6–7, 2–6                |
| Перемога  | 6.   | Січ 1995 | Джакарта, Індонезія                              | Тверде     | Девід Адамс       | Роналд Ейдженор Мацуока Сюдзо       | 7–5, 6–3                |
| Перемога  | 7.   | Лют 1995 | Марсель, Франція                                 | Килим (i)  | Девід Адамс       | Жан-Філіпп Флер'ян Родольф Жільбер  | 6–1, 6–4                |
| Перемога  | 8.   | Кві 1995 | Estoril Open, Португалія                         | Ґрунт      | Євген Кафельников | Марк-Кевін Гелльнер Дієго Наргісо   | 5–7, 7–5, 6–2           |
| Поразка   | 15.  | Тра 1995 | Гамбург, Німеччина                               | Ґрунт      | Байрон Блек       | Вейн Феррейра Євген Кафельников     | 1–6, 6–7                |
| Поразка   | 16.  | Чер 1995 | Rosmalen, Нідерланди                             | Трава      | Гендрік Ян Давідс | Ріхард Крайчек Ян Сімерінк          | 5–7, 3–6                |
| Поразка   | 17.  | Чер 1995 | Галле, Німеччина                                 | Трава      | Євген Кафельников | Якко Елтінг Паул Гаргейс            | 2–6, 6–3, 3–6           |
| Перемога  | 9.   | Лип 1995 | Монреаль, Канада                                 | Тверде     | Євген Кафельников | Браян Макфі Сендон Столл            | 6–2, 6–2                |
| Перемога  | 10.  | Кві 1996 | Санкт-Петербург, Росія                           | Килим (i)  | Євген Кафельников | Ніклас Культі Петер Нюборґ          | 6–3, 6–4                |
| Перемога  | 11.  | Кві 1996 | Гонконг                                          | Тверде     | Патрік Гелбрайт   | Кент Кіннієр Дейв Ренделл           | 6–3, 6–7, 7–6           |
| Поразка   | 18.  | Жов 1996 | Сінгапур                                         | Килим (i)  | Мартін Дамм       | Тодд Вудбрідж Марк Вудфорд          | 6–7, 6–7                |
| Перемога  | 12.  | Жов 1996 | Пекін, КНР                                       | Килим (i)  | Мартін Дамм       | Патрік Кюнен Гері Мюллер            | 6–4, 7–5                |
| Перемога  | 13.  | 1996     | Москва, Росія                                    | Килим (i)  | Рік Ліч           | Їржі Новак (тенісист) Давід Рікл    | 4–6, 6–1, 6–2           |
| Поразка   | 19.  | Бер 1997 | Мілан, Італія                                    | Килим (i)  | Девід Адамс       | Пабло Альбано Петер Нюборґ          | 4–6, 6–7                |
| Перемога  | 14.  | Бер 1997 | Копенгаген, Данія                                | Килим (i)  | Бретт Стівен      | Кеннет Карлсен Фредерік Феттерлейн  | 6–4, 6–2                |
| Перемога  | 15.  | Бер 1997 | Санкт-Петербург, Росія                           | Килим (i)  | Бретт Стівен      | Давід Пріносіл Даніель Вацек        | 6–4, 6–3                |
| Перемога  | 16.  | Лют 1999 | Марсель, Франція                                 | Тверде (i) | Максим Мирний     | Девід Адамс Павел Візнер            | 7–5, 7–6                |
| Перемога  | 17.  | Бер 1999 | Копенгаген, Данія                                | Килим (i)  | Максим Мирний     | Марк-Кевін Гелльнер Давід Пріносіл  | 6–7(5–7), 7–6(7–4), 6–1 |
| Перемога  | 18.  | Тра 1999 | Санкт-Пельтен, Австрія                           | Ґрунт      | Ендрю Флорент     | Брент Гейгарт Роббі Куніґ           | 5–7, 6–4, 7–5           |
| Поразка   | 20.  | Січ 2001 | Доха, Катар                                      | Тверде     | Жоан Бальсельс    | Марк Ноулз (тенісист) Деніел Нестор | 3–6, 1–6                |
| Перемога  | 19.  | Лют 2002 | Мілан, Італія                                    | Килим (i)  | Карстен Браш      | Жюльєн Бутте Максим Мирний          | 3–6, 7–6(7–5), [12–10]  |
| Перемога  | 20.  | Кві 2002 | Ешторіл, Португалія                              | Ґрунт      | Карстен Браш      | Сімон Аспелін Ендрю Кратцманн       | 6–3, 6–3                |

## Командні турніри

### Поразки у фіналах (2)
| №  | Рік  | Турнір       | Команда                                                | Суперник у фіналі                             | Рахунок |
| 1. | 1994 | Кубок Девіса | О. Волков, Є. Кафельников, А. Ольховський, А. Черкасов | Я. Апелль, Й. Бйоркман, М. Ларссон, С. Едберг | 1-4     |
| 2. | 1995 | Кубок Девіса | Є. Кафельников, А. Ольховський, А. Чесноков            | Д. Кур'є, Т. Мартін, П. Сампрас               | 2-3     |

## Досягнення в парному розряді
| W | Ф | ПФ | ЧФ | #Р | КТ | К# | DNQ | A | NH |

| Турнір                                 | 1984                                          | 1985                                          | 1986                                          | 1987                                          | 1988                                          | 1989                                          | 1990  | 1991  | 1992  | 1993  | 1994  | 1995  | 1996  | 1997  | 1998  | 1999  | 2000  | 2001  | 2002  | 2003  | 2004  | 2005  | ТУ за кар'єру | Career В-П |
| -------------------------------------- | --------------------------------------------- | --------------------------------------------- | --------------------------------------------- | --------------------------------------------- | --------------------------------------------- | --------------------------------------------- | ----- | ----- | ----- | ----- | ----- | ----- | ----- | ----- | ----- | ----- | ----- | ----- | ----- | ----- | ----- | ----- | ------------- | ---------- |
| Турніри Великого шолома                |                                               |                                               |                                               |                                               |                                               |                                               |       |       |       |       |       |       |       |       |       |       |       |       |       |       |       |       |               |            |
| Відкритий чемпіонат Австралії з тенісу |                                               |                                               |                                               |                                               |                                               |                                               |       |       | 1р    | 1р    | 3р    | 2р    | ПФ    | ЧФ    |       | 3р    | 2р    |       | 1р    |       | 2р    |       | 0 / 10        | 14–10      |
| Відкритий чемпіонат Франції з тенісу   |                                               |                                               |                                               |                                               |                                               |                                               |       | 1р    | Ф     | 2р    | ПФ    | ЧФ    | 2р    | 2р    | 2р    | 2р    |       | 2р    | 1р    | 2р    |       |       | 0 / 12        | 19–12      |
| Вімблдонський турнір                   |                                               |                                               |                                               |                                               | 2р                                            |                                               | К2р   | 1р    | 1р    | 2р    | 1р    | ЧФ    | 3р    | 2р    | 1р    |       | 2р    | 2р    | 2р    | 1р    |       |       | 0 / 13        | 11–12      |
| Відкритий чемпіонат США з тенісу       |                                               |                                               |                                               |                                               |                                               | 1р                                            |       | 1р    | 1р    | ПФ    | ЧФ    | 2р    | 1р    | 3р    | 2р    | ПФ    | 1р    | 1р    | 2р    | 1р    |       |       | 0 / 14        | 16–14      |
| Великий шлем SR                        | 0 / 0                                         | 0 / 0                                         | 0 / 0                                         | 0 / 0                                         | 0 / 1                                         | 0 / 1                                         | 0 / 0 | 0 / 3 | 0 / 4 | 0 / 4 | 0 / 4 | 0 / 4 | 0 / 4 | 0 / 4 | 0 / 3 | 0 / 3 | 0 / 3 | 0 / 3 | 0 / 4 | 0 / 3 | 0 / 1 | 0 / 0 | 0 / 49        | N/A        |
| В-П за сезон                           | 0–0                                           | 0–0                                           | 0–0                                           | 0–0                                           | 1–1                                           | 0–1                                           | 0–0   | 0–3   | 5–4   | 6–3   | 9–4   | 8–4   | 7–4   | 7–4   | 2–3   | 7–3   | 2–3   | 2–3   | 2–4   | 1–3   | 1–1   | 0–0   | N/A           | 60–48      |
| Серія Мастерс ATP                      |                                               |                                               |                                               |                                               |                                               |                                               |       |       |       |       |       |       |       |       |       |       |       |       |       |       |       |       |               |            |
| Індіан-Веллс                           | До 1990 року це не були турніри серії Мастерс | До 1990 року це не були турніри серії Мастерс | До 1990 року це не були турніри серії Мастерс | До 1990 року це не були турніри серії Мастерс | До 1990 року це не були турніри серії Мастерс | До 1990 року це не були турніри серії Мастерс |       |       |       |       |       |       |       |       |       |       |       |       |       |       |       |       | 0 / 0         | 0–0        |
| Відкритий чемпіонат Маямі з тенісу     | До 1990 року це не були турніри серії Мастерс | До 1990 року це не були турніри серії Мастерс | До 1990 року це не були турніри серії Мастерс | До 1990 року це не були турніри серії Мастерс | До 1990 року це не були турніри серії Мастерс | До 1990 року це не були турніри серії Мастерс |       |       |       | 3р    |       | 3р    |       |       | 1р    | 2р    |       | 1р    | 1р    |       |       |       | 0 / 6         | 3–6        |
| Монте-Карло                            | До 1990 року це не були турніри серії Мастерс | До 1990 року це не були турніри серії Мастерс | До 1990 року це не були турніри серії Мастерс | До 1990 року це не були турніри серії Мастерс | До 1990 року це не були турніри серії Мастерс | До 1990 року це не були турніри серії Мастерс |       |       |       | ПФ    |       | 1р    | ЧФ    | 1р    | ПФ    | 1р    | 1р    | 2р    |       |       |       |       | 0 / 8         | 6–8        |
| Рим                                    | До 1990 року це не були турніри серії Мастерс | До 1990 року це не були турніри серії Мастерс | До 1990 року це не були турніри серії Мастерс | До 1990 року це не були турніри серії Мастерс | До 1990 року це не були турніри серії Мастерс | До 1990 року це не були турніри серії Мастерс |       |       | ЧФ    | 1р    | 1р    | 1р    | ПФ    | ЧФ    | 2р    | 2р    | 1р    | ЧФ    | 1р    |       |       |       | 0 / 11        | 11–11      |
| Гамбург                                | До 1990 року це не були турніри серії Мастерс | До 1990 року це не були турніри серії Мастерс | До 1990 року це не були турніри серії Мастерс | До 1990 року це не були турніри серії Мастерс | До 1990 року це не були турніри серії Мастерс | До 1990 року це не були турніри серії Мастерс |       |       |       | 2р    | ЧФ    | Ф     | ПФ    | ПФ    | 1р    | 1р    | 1р    | 2р    | 1р    |       |       |       | 0 / 10        | 9–10       |
| Мастерс Канада                         | До 1990 року це не були турніри серії Мастерс | До 1990 року це не були турніри серії Мастерс | До 1990 року це не були турніри серії Мастерс | До 1990 року це не були турніри серії Мастерс | До 1990 року це не були турніри серії Мастерс | До 1990 року це не були турніри серії Мастерс |       |       |       |       |       | П     | 1р    |       |       | ЧФ    | 2р    |       |       |       |       |       | 1 / 4         | 6–3        |
| Мастерс Цинциннаті                     | До 1990 року це не були турніри серії Мастерс | До 1990 року це не були турніри серії Мастерс | До 1990 року це не були турніри серії Мастерс | До 1990 року це не були турніри серії Мастерс | До 1990 року це не були турніри серії Мастерс | До 1990 року це не були турніри серії Мастерс |       |       | 2р    | 1р    |       | 2р    | 2р    |       |       | 1р    | 1р    | 1р    |       |       |       |       | 0 / 7         | 2–7        |
| Штутгарт (Стокгольм)                   | До 1990 року це не були турніри серії Мастерс | До 1990 року це не були турніри серії Мастерс | До 1990 року це не були турніри серії Мастерс | До 1990 року це не були турніри серії Мастерс | До 1990 року це не були турніри серії Мастерс | До 1990 року це не були турніри серії Мастерс |       |       | 1р    | 2р    | 2р    |       | 1р    | 1р    |       | ПФ    |       |       |       |       |       |       | 0 / 6         | 2–6        |
| Париж                                  | До 1990 року це не були турніри серії Мастерс | До 1990 року це не були турніри серії Мастерс | До 1990 року це не були турніри серії Мастерс | До 1990 року це не були турніри серії Мастерс | До 1990 року це не були турніри серії Мастерс | До 1990 року це не були турніри серії Мастерс |       |       | 1р    | ЧФ    | ЧФ    |       | 1р    |       |       | 2р    |       |       |       |       |       |       | 0 / 5         | 4–5        |
| ТУ на турнірах Серії Мастерс           | N/A                                           | N/A                                           | N/A                                           | N/A                                           | N/A                                           | N/A                                           | 0 / 0 | 0 / 0 | 0 / 4 | 0 / 7 | 0 / 4 | 1 / 6 | 0 / 7 | 0 / 4 | 0 / 4 | 0 / 8 | 0 / 5 | 0 / 5 | 0 / 3 | 0 / 0 | 0 / 0 | 0 / 0 | 1 / 57        | N/A        |
| В-П за сезон                           | N/A                                           | N/A                                           | N/A                                           | N/A                                           | N/A                                           | N/A                                           | 0–0   | 0–0   | 3–4   | 5–7   | 2–4   | 7–5   | 7–7   | 4–4   | 3–4   | 7–8   | 1–5   | 4–5   | 0–3   | 0–0   | 0–0   | 0–0   | N/A           | 43–56      |
| Рейтинг на кінець року                 | 758                                           | 361                                           | 370                                           | 465                                           | 160                                           | 250                                           | 135   | 95    | 32    | 18    | 14    | 12    | 19    | 29    | 71    | 22    | 92    | 51    | 48    | 263   | 475   | 967   | N/A           | N/A        |